# Живописне
Живопи́сне (до 1948 року — Бекі-Елі, крим. Beki Eli) — село Сімферопольського району Автономної Республіки Крим.

## Населення
Згідно з переписом УРСР 1989 року чисельність наявного населення села становила 73 особи, з яких 36 чоловіків та 37 жінок.
За переписом населення України 2001 року в селі мешкало 119 осіб.

### Мова
Розподіл населення за рідною мовою за даними перепису 2001 року:
| Мова              | Відсоток |
| ----------------- | -------- |
| кримськотатарська | 75,00 %  |
| російська         | 20,19 %  |
| українська        | 3,85 %   |
| інші              | 0,96 %   |